# Sancho Nunes de Celanova
Sancho Nunes de Celanova (m. c. 1130) foi um nobre galego, filho do conde Nuno de Celanova e de Sancha Gomes de Sousa.
Exerceu o cargo de Governador do território de Ponte de Lima entre os anos de 1114 e 1118. Foi um seguidor das políticas de D. Afonso Henriques, de quem estava ao lado em 1127 durante o cerco a Guimarães.

## Matrimónio e descendência
Casou com Sancha Henriques, filha de Henrique de Borgonha, conde de Portucale e de Teresa de Leão. Deste matrimónio resultaram:
- Urraca Sanches, casou com Gonçalo Mendes de Sousa, o Bom, filho de Mem Viegas de Sousa e de Teresa Fernandes de Marnel;
- Vasco Sanches, herdou provavelmente a terra de Celanova;
- Fruilhe Sanches, a esposa de Pedro Fernandes de Bragança, filho de Fernão Mendes de Bragança II e de Teresa Soares da Maia;
- Nuno Sanches, casado com Teresa Álvares de Soverosa.[2]